# Halonoproctidae
Famille
Les Halonoproctidae sont une famille d'araignées mygalomorphes.
Les espèces de même famille sont largement réparties en Amérique du Nord et centrale, en Australasie, en Asie, dans le sud de l'Europe et en Afrique du Nord. Une espèce est signalée au Venezuela en Amérique du Sud.  Ce sont des araignées relativement grandes, aux couleurs sombres, qui vivent dans des terriers avec une sorte de trappe.

## Distribution
Les espèces de cette famille se rencontrent en Asie, en Amérique, en Océanie, dans le bassin méditerranéen et aux Seychelles.

## Paléontologie
Cette famille est connue depuis le Paléogène.

## Taxonomie
Cette famille rassemble 82 espèces dans six genres.

## Liste des genres
Selon World Spider Catalog (version 19.0, 11/05/2018) :
- Bothriocyrtum Simon, 1891
- Conothele Thorell, 1878
- Cyclocosmia Ausserer, 1871
- Hebestatis Simon, 1903
- Latouchia Pocock, 1901
- Ummidia Thorell, 1875

## Systématique et taxinomie
Cette famille a été séparée des Ctenizidae par Godwin, Opatova, Garrison, Hamilton et Bond en 2018.

## Publication originale
- Pocock, 1901 : On some new trap-door spiders from China. Proceedings of the Zoological Society of London, vol. 1901, no 1, p. 207-215 (texte intégral).